# Gil Suray
Gil Suray (Anderlecht, 29 augustus 1984) is een Belgisch voormalig wielrenner.

## Carrière
In 2005 werd Suray vijfde in de door Kenny Dehaes gewonnen Ronde van Vlaanderen voor beloften. Een jaar later werd hij derde in dezelfde koers en won hij de Ardense Pijl.
In 2007 werd Suray prof bij Unibet.com. Zijn beste klassering dat jaar was een negende plaats in de Route Adélie de Vitré.
In 2011 beëindigde Suray zijn carrière bij Lotto-Bodysol-Pôle Continental Wallon.

## Overwinningen
2006
Ardense Pijl

## Ploegen
- 2005 –  MrBookmaker.com-SportsTech (stagiair vanaf 1 augustus)
- 2007 –  Unibet.com
- 2008 –  Cycle Collstrop
- 2009 –  Roubaix Lille Métropole
- 2010 –  An Post-M.Donnelly-Grant Thornton-Sean Kelly Team
- 2011 –  Lotto-Bodysol-Pôle Continental Wallon

Boucher · Bouquet · Castresana · Coenen · Commeyne · Day · Gabriel · Gardeyn · Hunt · Laidoun · Omloop · Paumier · Planckaert · Pronk · Renders · Roodhooft · Šimůnek · Thijs · Traksel · Trouvé · Van de Wouwer · van Dijk · Vandenbroucke · Vanderaerden · Vanhaecke · Vannoppen · Wuyts · De Gruyter (stagiair) · De Leener (stagiair) · Suray (stagiair)
Chatoentsev · Carrara · Casper · Cooke · Coyot · Criel · Eichler · Gardeyn · Gołaś · Hunt · Jacobs · Kolesnikov · Larsson · Ljungblad · Pasamontes · Peña · Pronk · Rujano · Scheuneman · Suray · ten Dam · Thijs · Urán · Vandenbergh · Vinther · Wilson · Zanotti · Bideau (stagiair) · Persson (stagiair) · Van Der Schueren (stagiair)
Božič ·
Criel ·
Giling · 
Gołaś ·
Kolesnikov ·
Kopp ·
Lagoetin ·
Marcato ·
Persson ·
Pronk ·
Roedaskov · 
Selvaggi · 
Smith ·
Suray ·
Van Der Schueren ·
Vinther ·
Wesemann
Borry · Brammeier · Brems · M.Cassidy · De Schrooder · Debusschere · Eeckhout · Ghyllebert · Hossay · Lisabeth · McLaughlin · McConvey · McNally · Minne · O'Brien · O'Loughlin · Scholtés · Suray · Halpin (stagiair) · Lavery (stagiair)
Anciaux · Caresmel · Collaers · Dechesne · Demoitié · Dernies · Donnay · Dron · Goodfellow · Gremelpont · Naert · Nanni · Serry · Suray · Thome · Van Schelven